# Aslove
Aslove, nom de scène de Guillaume Banet, né le 25 novembre 1995 à Lons-le-Saunier, est un disc jockey, auteur-compositeur, producteur et musicien français.
Sa notoriété décolle en 2017, avec la cover d'un titre de la chanteuse anglaise Corinne Bailey Rae, "Put Your Records On", qui pendant plusieurs mois sera présente en haute rotation dans les charts AirPlay français et atteindra plus de 10 millions de streaming. 
Au mois d'août 2017, Aslove remixe le single "Bon Appétit" de la chanteuse américaine Katy Perry et devient le premier DJ français à remixer officiellement Katy Perry.
Un an après sa signature avec le label Capitol Music France, Aslove sort son second single ‘So High’ interprété par la britannique Norma Jean Martine. Remixé par Hugel, LeMarquis et RetroVision, ce single se hissa dans les playlists de nombreux DJ’s internationaux influents tels David Guetta ou Don Diablo.
Après la sortie de son single "Good Ideas" en 2018 ainsi que de nombreux remixes, Aslove décide en 2019 de sortir un titre par mois pendant un an, le premier single de cette série s'appelle "Dancing" accompagné par la voix du chanteur Dalvin,. Le clip, tourné au Liban, met en scène Aslove dès le début du clip comme chanteur ,,. 
En Décembre 2019, Aslove signe avec l'agence de management américaine Milk&Honey, également manager du DJ néerlandais Oliver Heldens. 
Aslove fait son retour en 2022 sur le devant de la scène musicale avec son nouveau single "Get Around" reprenant l'iconique chanson des Beach Boys mêlant une voix lo-fi aux sonorités country avec une rythmique et une basse résolument tech-house. 

## Biographie

### Enfance et débuts
Originaire de Lons-le-Saunier dans le Jura, Aslove commence la musique dès l'âge de 5 ans en apprenant la batterie. Son nom de scène Aslove vient d'un album de Jimi Hendrix nommé "Axis Bold As Love" qui appartenait à son père. Très rapidement, Aslove découvre et apprend plusieurs autres instruments tels que la guitare, le piano, la basse ou encore l'harmonica. En 2008, il découvre Justice qui lui remémorent le son gras des héros du rock qui ont rythmé son enfance, au point de devenir une obsession qui le conduisent à acheter son premier MacBook d’occasion afin de commencer à créer de la musique électronique. Au collège avec un copain guitariste, Aslove fonde alors son propre duo pour imiter Justice en utilisant Garageband, le logiciel musical gratuit d'Apple.
Aslove découvre le deejaying à 15 ans dans une boîte de nuit de sa région natale.  En quatre années de résidence en tant que DJ, Aslove confirme son envie d'en faire son métier. En avril 2014, il rejoint une école de DJ à Lyon, "L'UCPA - École des DJs". Dès janvier 2015, Aslove met en ligne sa première cover sur Soundcloud. "Cupid's Chokehold", une reprise deep-house de Gym Class Heroes, est rapidement repérée par plusieurs blogs internationaux. Aslove recrute de nouveaux chanteurs talentueux, dont Charles-Henry, issu de l’émission TV La Nouvelle Star. Avec lui, Aslove s’attaque au titre "Miss You" de The Rolling Stones, mais c’est sa reprise de "Feel Good Inc" de Gorillaz qui lui offrira la plus grosse exposition. Soutenu par plusieurs blogs internationaux influents, Aslove gagne en e-notoriété tout en affirmant sa musicalité à la fois pop et housy. Il fait appel également à Philippe Krier, lui aussi ancien candidat de l’émission Nouvelle Star, afin de travailler sur l’écriture de titres originaux, pour lesquels il aime également consulter Jean Rigo, guitariste du groupe Les Infidèles, auteur de plusieurs tubes dans les années 1980.
Intéressé par la vague Tropical House qui séduit alors les ondes, Aslove travaille dur en studio et se fixe l’objectif de présenter ses premiers titres à l’Amsterdam Dance Event, en octobre 2016. Par hasard, il tombe sur une reprise de Corinne Bailey Rae, "Put Your Records On", interprétée par Mia Wray. Sobre, élégante et affinée, la voix de cette jeune australienne le séduit.  Cette fois, ce sont des radios comme Radio FG et Virgin Radio qui tombent sous le charme et décident alors de le mettre à l’honneur sur leurs antennes.

### Premier succès
À 21 ans, ce jeune talent français, multi-instrumentiste et DJ accompli, a un bel avenir devant lui. Rapidement après sa sortie, "Put Your Records On" s'est glissé dans le Top 100 des titres les plus diffusés en radio en France, avec de hautes rotations sur de nombreuses ondes FM, dont Virgin Radio. Le clip vidéo mis en ligne début juin 2017 a dépassé les 500K vues sur Youtube, projetant Aslove comme l'une des révélations musicales de l'été 2017. Début août, son remix officiel pour Katy Perry feat. Migos - "Bon Appétit" est venu valider l'excellente dynamique autour de lui.
En novembre 2017, Aslove sort son single "So High" mettant en avant la chanteuse américaine Norma Jean Martine. Quelques mois après, un pack de remix est dévoilé comprenant les remixes de Hugel, LeMarquis et RetroVision. Les remixes furent supportés par beaucoup de DJs tels que David Guetta ou encore Don Diablo.
Influencé par les succès du chanteur américain Bruno Mars, il sort en 2018 "Good Ideas", un morceau pop funky mêlant les cocottes de guitares, basse groovy avec la voix du chanteur danois Tim Schou et du rappeur allemand Leroy Menace. 
Après la sortie de nombreux remixes, Aslove décide en 2019 de sortir un titre par mois pendant un an jusqu'à la sortie de son premier album, le premier single de cette série s'appelle "Dancing" accompagné par la voix du chanteur Dalvin,. Le clip, tourné au Liban, met en scène Aslove dès le début du clip comme chanteur ,.

### Renouveau
Après deux longues années d'absence et d'une pandémie mondiale sans précédant, Aslove fait son retour en 2022 sur le devant de la scène musicale avec son nouveau single "Get Around" reprenant l'iconique chanson des Beach Boys mêlant une voix lo-fi aux sonorités country avec une rythmique et une basse résolument tech-house. Ce single est issue d'un EP nommé "Hippie House vol.1"  dans lequel Aslove réinvente les chansons qui ont marquées les années 60s-70s. Il signe cet EP sur le nouveau label Helix Records crée par Patrick Moxey, fondateur du label américain Ultra Music.

## Discographie

### EP
- 2016 : Covers
- 2018 : So High (feat. Norma Jean Martine) - Remixes [19]

1. So High - Extended
2. So High (Hugel Remix)
3. So High (LeMarquis Remix)
4. So High (RetroVision Remix)

- 2023 : Hippie House vol.1

### Singles
- 2015 : Cupid's Chokehold
- 2015 : Miss You
- 2015 : Creep
- 2015 : Feel Good Inc
- 2017 : Put Your Records On (feat. Mia Wray)
- 2017 : Put Your Records On (Club Mix)
- 2017 : So High (feat. Norma Jean Martine)
- 2018 : Good Ideas (feat. Tim Schou & Leroy Menace)
- 2019 : Dancing (ft. Dalvin)[20]
- 2019 : The Show (ft. Kho)
- 2019 : Out Of Time (ft. French Tobacco)
- 2019 : Bedtime Story[21]
- 2019 : Under Your Spell (ft. Wolfgang)[22]
- 2020 : Boom Boom (ft. Franky)[23]
- 2021 : So So Young (ft. Stealth)
- 2022 : Get Around
- 2022 : Me & U
- 2022 : Piece Of My Heart
- 2023 : Stay High

### Remixes
- 2017 : KIKKR - Makin' Me High
- 2017 : Katy Perry - Bon Appétit
- 2017 : LUDE - It's All Right
- 2017 : Carla Bruni-Sarkozy - Miss You
- 2018 : Mattway - Closure [24]
- 2018 : LeMarquis - Up All Night
- 2018 : Quentin Mosimann - Forever [25]
- 2018 : Jacob Banks - Unknown (To You) [26]
- 2018 : KEV - Make Up Your Mind
- 2018 : Huko - Can't Get Over You
- 2018 : BLV - Badunkadunk
- 2018 : Sara Costa - Watch Me Dance[27]
- 2018 : M.I.L.K. - Rebound
- 2019 : Lil Nas X - Old Town Road
- 2020 : Son Little - Hey Rose[28]
- 2021 : NEZZY - Stay

### Writing and producing credits
| Year | Artist            | Song                                       | Credit           |
| ---- | ----------------- | ------------------------------------------ | ---------------- |
| 2020 | Cynthia           | "Solo"                                     | Producer         |
| 2020 | Cynthia           | "Billets Violets"                          | Producer         |
| 2020 | Ferdiant          | "Airplanes"                                | Writer           |
| 2021 | Noize Generation  | "Who You Are"                              | Writer           |
| 2021 | Michael Calfan    | "Body"                                     | Producer, writer |
| 2021 | Michael Calfan    | "Imagining"                                | Producer, writer |
| 2021 | Michael Calfan    | "Wild Night"                               | Producer, writer |
| 2021 | Michael Calfan    | "Silhouette"                               | Producer, writer |
| 2021 | Faouzia           | "Hero" (Michael Calfan Remix)              | Producer         |
| 2021 | Cheat Codes       | "Lean On Me" (Michael Calfan Remix)        | Producer         |
| 2021 | Jason Derulo      | "Acapulco" (Michael Calfan Remix)          | Producer         |
| 2021 | Cephaz            | "Toi Tu Pars"                              | Writer           |
| 2021 | Elle Hollis       | "Ordinary Love"                            | Producer, writer |
| 2021 | Stealth           | "So So Young"                              | Producer, writer |
| 2022 | Michael Calfan    | "3,2,1"                                    | Producer, writer |
| 2022 | Michael Calfan    | "Eighteen"                                 | Producer, writer |
| 2022 | Michael Calfan    | "Slides"                                   | Producer, writer |
| 2022 | Michael Calfan    | "Fall To Pieces"                           | Producer, writer |
| 2022 | Michael Calfan    | "Deals with God"                           | Producer, writer |
| 2022 | Michael Calfan    | "DM ME"                                    | Producer, writer |
| 2022 | Sia               | "Courage to Change" (Michael Calfan Remix) | Producer         |
| 2022 | St. Lundi         | "Nights Like This" (Michael Calfan Remix)  | Producer         |
| 2022 | John Dahlbäck     | "Pyramid" (Michael Calfan Remix)           | Producer         |
| 2022 | Calum Venice      | "Break My Soul"                            | Producer, Writer |
| 2022 | Calum Venice      | "Bones"                                    | Producer, writer |
| 2022 | Ozin              | "Les Montagnes"                            | Producer         |
| 2023 | Ozin              | "L'Ecorce"                                 | Producer         |
| 2023 | Michael Calfan    | "Going Round Again"                        | Producer, writer |
| 2023 | Rob Adans         | "Only For The Night"                       | Producer         |
| 2023 | Raiden, Rob Adans | "There For You"                            | Producer         |
| 2023 | Louise Combier    | "Ivres de Joie"                            | Producer         |
| 2023 | Louise Combier    | "Printemps"                                | Producer         |
| 2023 | Louise Combier    | "Tu n'auras plus"                          | Producer         |